# Municipio de Raymore
El municipio de Raymore (en inglés: Raymore Township) es un municipio ubicado en el condado de Cass en el estado estadounidense de Misuri. En el año 2010 tenía una población de 27488 habitantes y una densidad poblacional de 292,68 personas por km².

## Geografía
El municipio de Raymore se encuentra ubicado en las coordenadas 38°47′47″N 94°27′30″O / 38.79639, -94.45833. Según la Oficina del Censo de los Estados Unidos, el municipio tiene una superficie total de 93.92 km², de la cual 93.33 km² corresponden a tierra firme y (0.62%) 0.59 km² es agua.

## Demografía
Según el censo de 2010, había 27488 personas residiendo en el municipio de Raymore. La densidad de población era de 292,68 hab./km². De los 27488 habitantes, el municipio de Raymore estaba compuesto por el 88% blancos, el 7.12% eran afroamericanos, el 0.51% eran amerindios, el 0.93% eran asiáticos, el 0.06% eran isleños del Pacífico, el 1.01% eran de otras razas y el 2.37% pertenecían a dos o más razas. Del total de la población el 4.05% eran hispanos o latinos de cualquier raza.